# 威尼斯委员会
威尼斯委员会，中國大陸譯作欧洲法治民主委员会（英語：Commission for Democracy through Law）是欧洲委员会的咨询机构，由独立的宪法专家组成。委员会成立于1990年柏林墙倒塌时，当时中东欧各国急需宪法方面的协助。该委员会一年召开四次的会议地点为意大利威尼斯。成员包括：名誉主席汉娜·苏霍茨卡、乌戈·米夫苏德·邦尼奇等。

## 成立
組建威尼斯委員會的想法來自時任義大利的歐洲事務大臣安東尼奧·拉佩爾戈拉，他認為可持續的民主機制必須基於法治原則的憲法框架內才成立。正式提案由義大利外長賈尼·德米凱利斯提出，並邀請各國外長參加。在1989年3月31日至4月1日舉行會議商討籌建。隔年1月19日至20日正式在威尼斯成立。包括保加利亞、捷克斯洛伐克、匈牙利、波蘭、東德、羅馬尼亞、蘇聯和南斯拉夫的外長和司法部長均以觀察員身分與會。

## 相关案件
- 土耳其封锁维基百科事件
- 2019年摩尔多瓦宪政危机
- 2020年俄罗斯修宪公投